# Storejen
Storejen är en sjö i Rättviks kommun i Dalarna och ingår i Dalälvens huvudavrinningsområde. Sjön har en area på 6,18 kvadratkilometer och ligger 289,9 meter över havet. Sjön avvattnas av vattendraget Stråån (Tansån).

## Delavrinningsområde
Storejen ingår i det delavrinningsområde (681272-146757) som SMHI kallar för Utloppet av Storejen. Medelhöjden är 297 meter över havet och ytan är 17,31 kvadratkilometer. Räknas de 4 avrinningsområdena uppströms in blir den ackumulerade arean 52,48 kvadratkilometer. Stråån (Tansån) som avvattnar avrinningsområdet har biflödesordning 3, vilket innebär att vattnet flödar genom totalt 3 vattendrag innan det når havet efter 406 kilometer. Avrinningsområdet består mestadels av skog (46 procent). Avrinningsområdet har 6,18 kvadratkilometer vattenytor vilket ger det en sjöprocent på 35,7 procent.